# Октябрьское городское поселение (Рязанская область)
Октябрьское городское поселение — муниципальное образование в Михайловском районе Рязанской области.

## История
Границы городского поселения определяются законом Рязанской области от 07.10.2004 N 86-ОЗ.

## Население
| 2010  | 2012  | 2013  | 2014  | 2015  | 2016  | 2017  | 2018  | 2019  |
| ----- | ----- | ----- | ----- | ----- | ----- | ----- | ----- | ----- |
| 6128  | ↘5954 | ↘5830 | ↘5700 | ↘5571 | ↘5459 | ↘5362 | ↘5246 | ↘5120 |
| 2020  | 2021  | 2023  |       |       |       |       |       |       |
| ↘5070 | ↗5863 | ↗5922 |       |       |       |       |       |       |

## Состав городского поселения
| № | Населённый пункт              | Тип населённого пункта      | Население |
| - | ----------------------------- | --------------------------- | --------- |
| 1 | Октябрьский                   | пгт, административный центр | ↗5870     |
| 2 | Серебрянь (Рязанская область) | деревня                     | →52       |

## Местное самоуправление
Главы городкого поселения
- Виктор Дмитриевич Корнеев
- Валерий Анатольевич Шавырин
- до 2023 года — Наталья Дмитриевна Бастрыгина
- с 2023 года — Сергей Николаевич Серегин

Главы администрации
- до 2023 года — и. о. Ольга Николаевна Ларионова
- с 2023 года — и. о. Елена Сергеевна Мысина